# Infierno (Divina comedia)

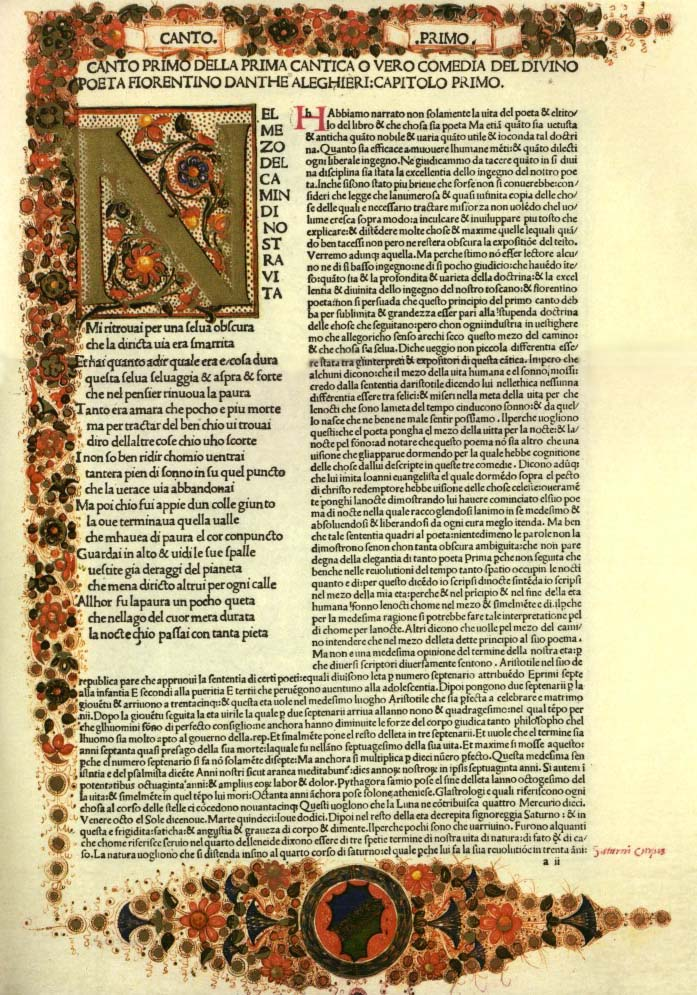
Primera página de la Divina comedia.

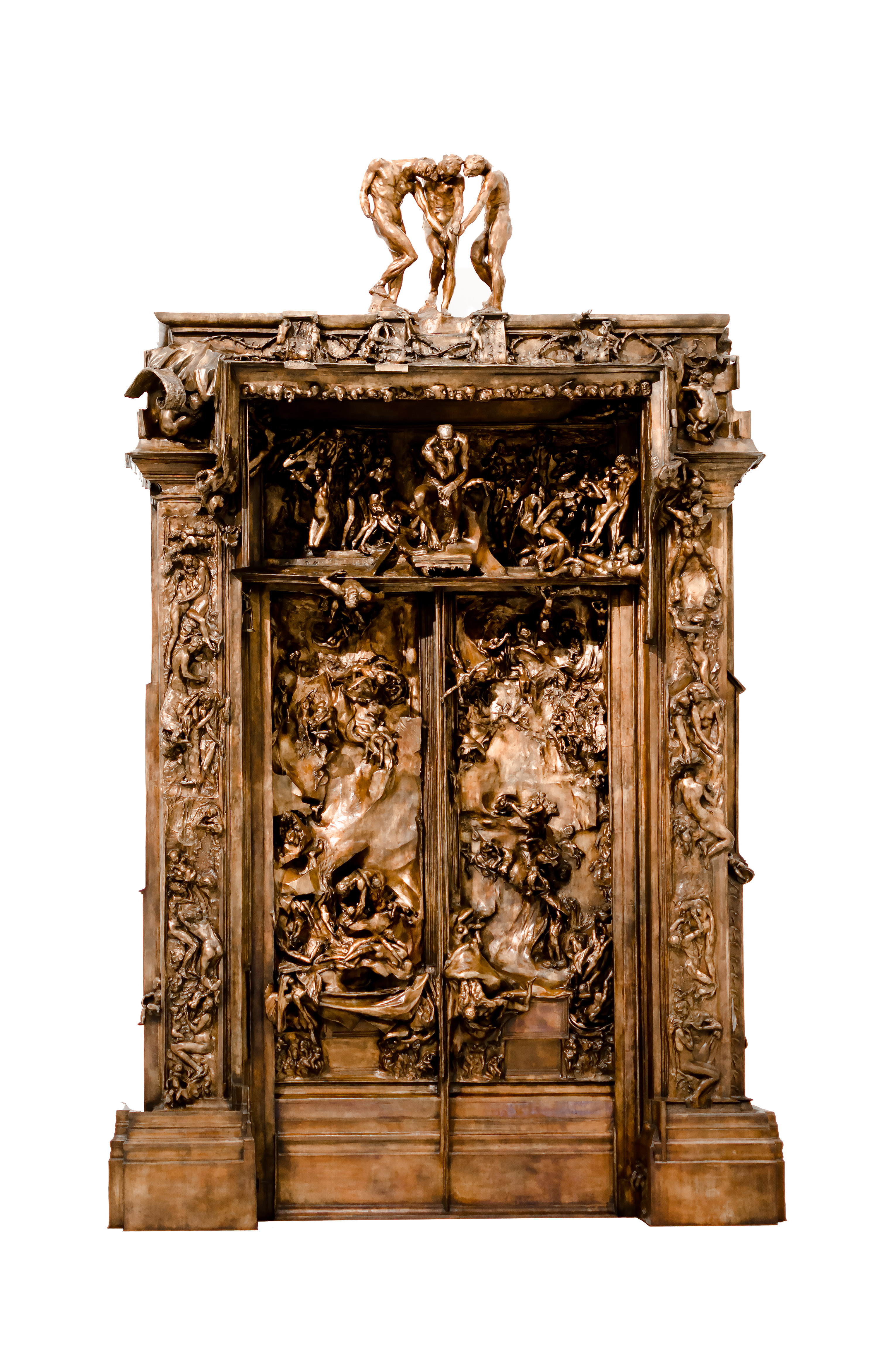
La puerta del Infierno de Auguste Rodin

El Infierno (en italiano Inferno) es la primera de las tres cánticas de la Divina comedia del poeta florentino Dante Alighieri. Las siguientes cánticas son el Purgatorio y el Paraíso. Está formada por 33 cantos, más uno de introducción; cada canto está subdividido en tercetos cuya rima es encadenada. De hecho, su estructura doctrinal hace un uso constante del número tres: los condenados están repartidos en tres categorías, cada una localizada en una sección decreciente de la cavidad subterránea. El orden de las penas, como dice Virgilio en el canto XI, depende de la Ética nicomáquea de Aristóteles, y prefigura una jerarquía del mal basada en el uso de la razón. La elección de las penas sigue la ley del contrapaso, que castiga los pecadores mediante el contrario de sus pecados o por analogía a ellos. En ese sentido los pecadores más "cercanos" a Dios y la luz, es decir, puestos en los primeros círculos, son los incontinentes, que incluyen a los lujuriosos, los glotones, los avaros y los iracundos. Siguen los violentos, que fueron cegados por la pasión, si bien a un nivel de inteligencia mayor que los primeros. Los últimos, ubicados en las Malasbolsas, son los fraudulentos y los traidores, que quisieron y realizaron el mal conscientemente. Entre los traidores hay cuatro categorías: a Caína van los traidores a la familia; a Antenora, los traidores a la patria; a Tolomea, los traidores a los huéspedes, y a Judeca, los traidores a los benefactores y a Dios. Todos los pecadores del Infierno tienen una característica en común: sienten la separación de Dios como el mayor castigo. Cuanto mayor es el pecado, menor es el espacio físico en el que habitan las almas.

## Vestíbulo del Infierno
El poema comienza el día antes del Viernes Santo, en el año 1300. El narrador, Dante Alighieri, tiene treinta y cinco años, y por ende se encuentra «a mitad del camino de la vida» (Nel mezzo del cammin di nostra vita), la mitad de la expectativa de vida de setenta años según la Biblia (Salmo 90:10). El poeta se encuentra perdido en «una selva oscura» y es asaltado por tres bestias, un león, un leopardo (lonza en italiano que puede referirse también a una pantera o un lince), y una loba, a los que no puede evadir, y es incapaz de encontrar la «senda recta» (diritta via) a la salvación. Estos animales son una alegoría de la soberbia, la lujuria y la codicia, tres pecados capitales. Consciente de que él mismo se está haciendo daño y de que está cayendo en un «profundo lugar» (basso loco) donde el sol calla (l sol tace), Dante es finalmente rescatado por el poeta romano Virgilio. Los dos comienzan un viaje al mundo de ultratumba (Canto I). Cada castigo en el Infierno es por contrapaso, una representación de la justicia poética; por ejemplo, los adivinos deberán caminar con sus cabezas al revés, incapaces de ver lo que está enfrente, resultado de tratar de ver siempre el futuro.

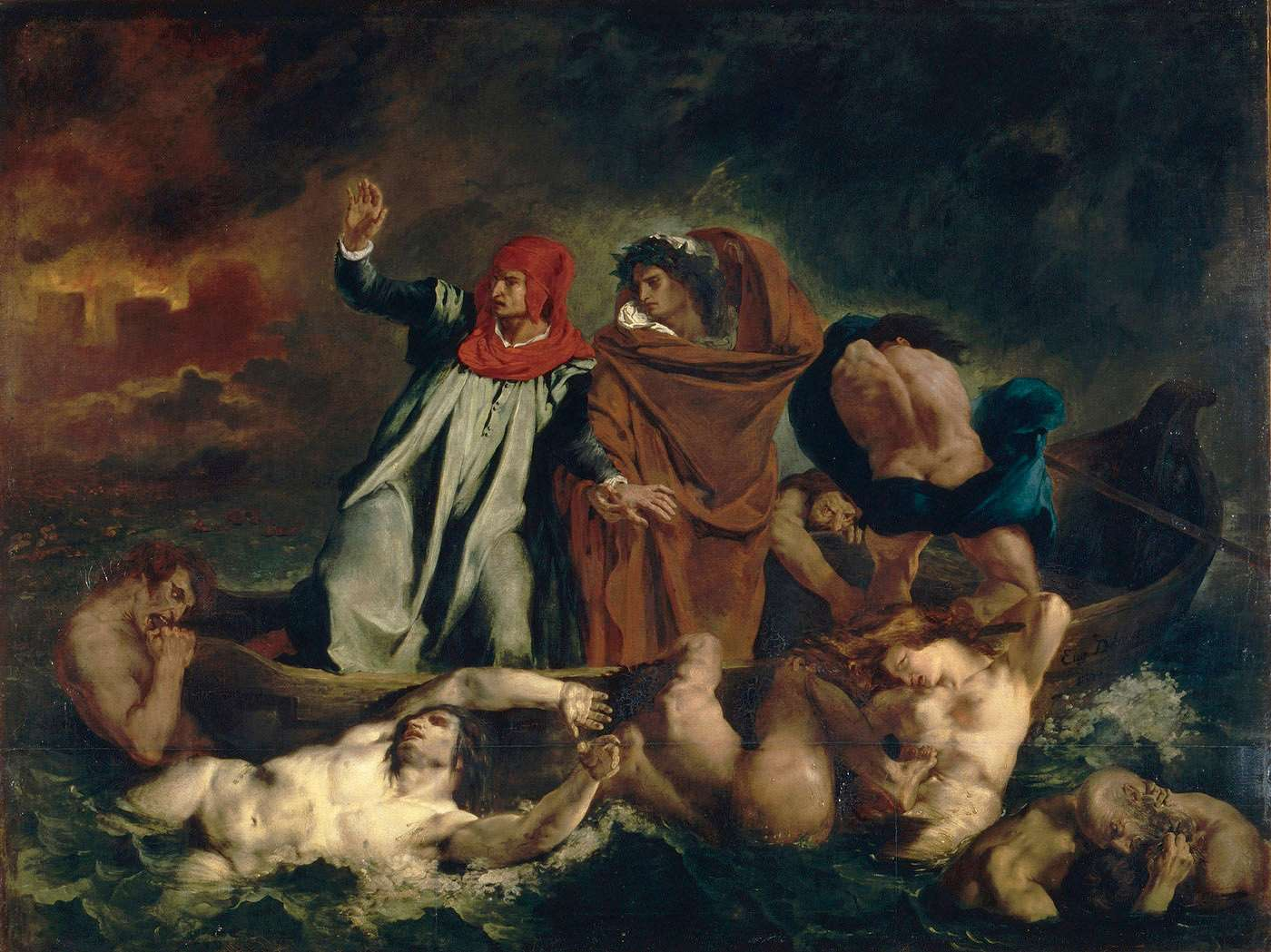
La barca de Dante, óleo de Eugène Delacroix.

Dante pasa a través de la puerta del infierno, que tiene una inscripción, cuyo texto dice: 
«Es por mí que se va a la ciudad del llanto, es por mí que se va al dolor eterno y al lugar donde sufre la raza condenada, yo fui creado por el poder divino, la suprema sabiduría y el primer amor, y no hubo nada que existiera antes que yo, abandona la esperanza si entras aquí». 
Antes de entrar completamente al infierno, Dante y su guía ven a aquellos que nunca se comprometieron, las almas de aquellos que jamás hicieron algo bueno o malo (entre ellos, Dante reconoce a Celestino V, un papa que renunció a su cargo). Con ellos están los exiliados que no tomaron parte en la rebelión de los ángeles. Estas almas no están ni en el Infierno ni fuera de este, pero residen en las orillas del Aqueronte. Su castigo es el de perseguir eternamente una bandera en blanco mientras son atacados por abejas y avispas que continuamente los pican mientras gusanos y otros insectos succionan su sangre y lágrimas. Este castigo se debe a que en vida no fueron capaces de abanderar ninguna causa; ahora deben correr detrás de un estandarte vacío y no por motivación propia, sino por evitar las picaduras de las abejas. Como el Purgatorio y el Paraíso, el Infierno tiene una estructura de 9+1=10, pues cuenta con un "vestíbulo" de diferente naturaleza que los otros nueve círculos que lo componen, de los cuales lo separa el Aqueronte.
Tras franquear el vestíbulo, Dante y Virgilio llegan a la barca que les permitirá cruzar el Aqueronte y llegar al infierno propiamente dicho. Quien conduce la embarcación es Caronte, quien, al saber que Dante procede del mundo de los vivos, se niega a dejarlo pasar. Virgilio, sin embargo, lo obliga a acceder pronunciando la frase Vuolsi così colà ove si puote (‘así se dispuso allí donde se tiene la autoridad’), indicando que el viaje de Dante es deseado por Dios. Las protestas y blasfemias de las almas condenadas llenan la atmósfera (Canto III). Sin embargo, el poeta pierde el conocimiento y en su poema no se describe el cruce del río propiamente dicho (Canto IV).
A continuación, Virgilio guía a Dante por los nueve círculos del Infierno, que son concéntricos, representando la progresión de la gravedad del pecado castigado, y culmina en el centro de la Tierra, donde Satán es prisionero. Los pecadores de cada círculo son castigados con penas eternas.
```
aquellos que se arrepintieron y oraron antes de fallecer se encuentran en el 
Purgatorio
, donde deben expiar sus culpas. En el Infierno se encuentran quienes justificaron sus pecados y no se arrepintieron.
```

En un sentido alegórico, las tres bestias representan los tres tipos de pecados: la autoindulgencia, la violencia, y la perversidad, lo cual es de importancia pues determina la estructura del lugar, de modo que el alto Infierno (los primeros cinco círculos) corresponden a los pecados de autoindulgencia, el sexto y el séptimo a los caracterizados por la violencia, y el octavo y el noveno a los marcados por la perversidad.

## Los nueve círculos del Infierno

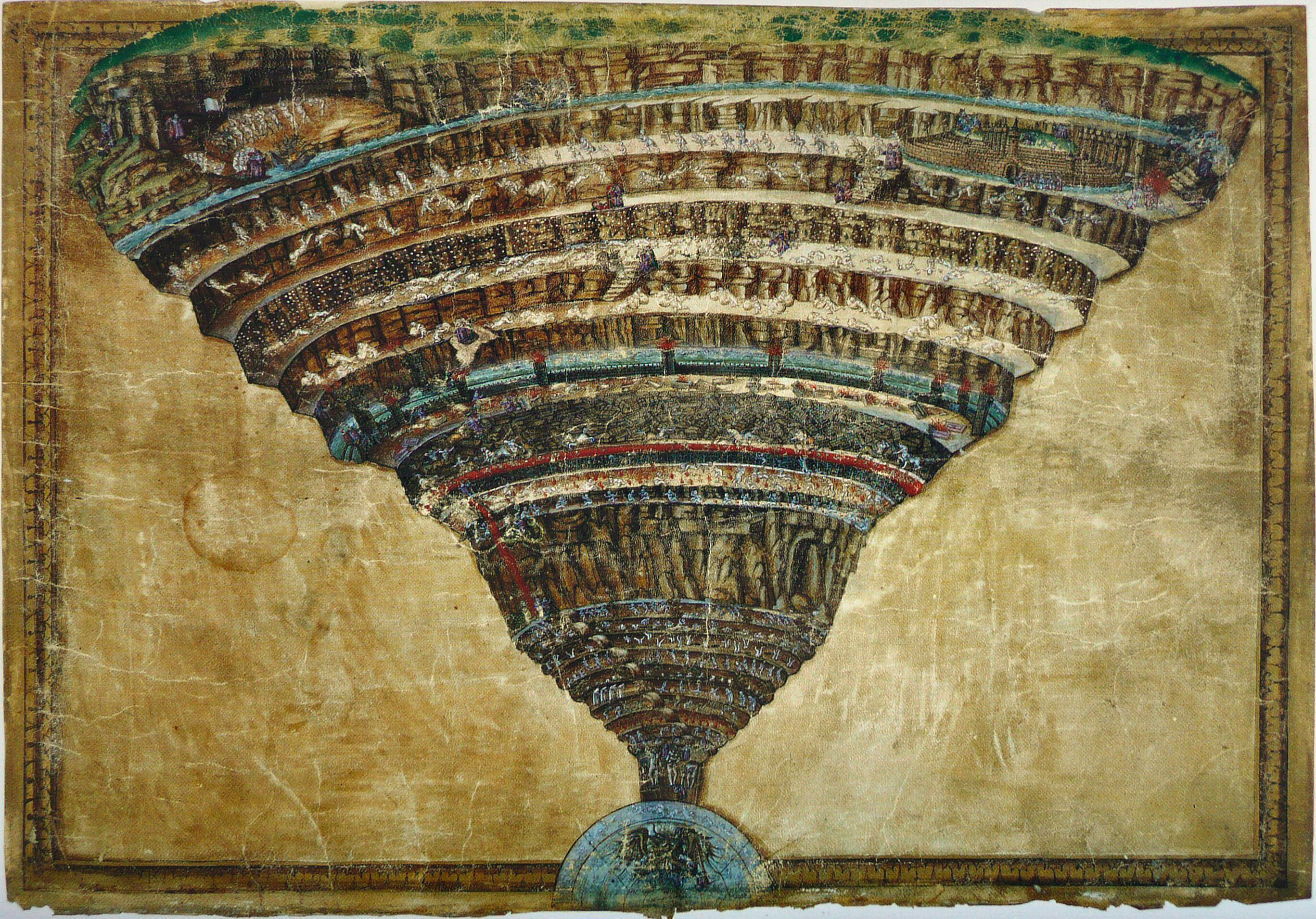
La concepción del Infierno según Sandro Botticelli, obra realizada entre 1480 y 1490.

### Primer círculo (Limbo)
En el limbo se encuentran los no bautizados y los paganos virtuosos quienes, pese a no ser pecadores, no conocieron a Cristo. Estos pecadores no son efectivamente atormentados, pero aun así están condenados ya que están separados de Dios, sin esperanza de reconciliarse con Él. El limbo comparte muchas características con los prados asfódelos griegos; «un lugar neutral, ni bueno ni malo, donde esta gente estará eternamente siempre deseando a Dios pero sin poder tenerlo nunca». El limbo incluye prados verdes y un castillo, el lugar donde están los hombres más sabios de la antigüedad, incluyendo al mismo Virgilio, así como filósofos islámicos como Averroes y Avicena. En este castillo, Dante conoce a los poetas Homero, Horacio, Ovidio y Lucano, a la reina amazona Pentesilea, al matemático Euclides, a los filósofos Sócrates, Platón y Aristóteles, y a muchos otros, entre ellos César en su rol de general de Roma («César en armas, de ojos rapaces»). Curiosamente, Dante también se encuentra con Saladino en el limbo (Canto IV). Dante da a entender que todos los no cristianos virtuosos se encuentran en ese lugar, aunque luego se encuentra a dos (Catón de Útica y Estacio) en el Purgatorio y a otros dos (Trajano y Rifeo) en el Paraíso.
Después de este primer círculo, todos los condenados por pecados "activos", es decir, que deliberadamente han pecado dañando a alguien, son juzgados por Minos, quien sentencia cada alma y le asigna su lugar, enrollando su cola sobre sí mismo tantas vueltas como círculos debe descender. Los círculos más profundos están estructurados de acuerdo con la concepción clásica (aristotélica) del vicio y la virtud. Están agrupados de acuerdo con los pecados de incontinencia, violencia y fraude (representados, según diversos comentaristas, por el leopardo, el león, y la loba, respectivamente). Los pecados de incontinencia, es decir, la incapacidad de controlar los deseos e instintos propios, son castigados en un primer lugar, mientras que la violencia y el fraude aparecen después.

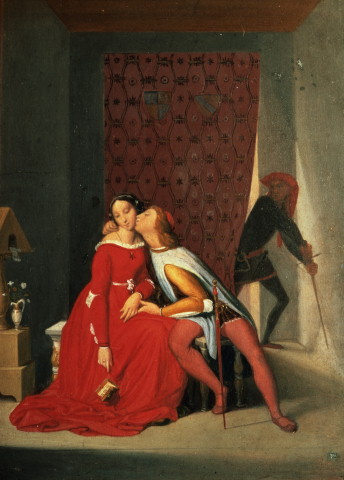
Gianciotto descubre a Paolo y Francesca, óleo de Jean Auguste Dominique Ingres.

### Segundo círculo (Lujuria)
En el segundo círculo del Infierno se encuentran aquellos que han pecado de lujuria. Dante condena a estos «malefactores carnales» por dejar que sus apetitos sobrepasaran su razón. Ellos son los primeros en ser verdaderamente castigados en el Infierno. Estas almas están condenadas a ser impelidas por un fuerte viento que las embiste contra suelo y paredes, las agita y las hace chocar entre ellas sin descanso, de la misma forma que en vida se dejaron llevar por los vientos de la pasión.
En este círculo, Dante encuentra a Semíramis, Dido, Cleopatra, Helena, Aquiles, Paris, Tristán, y muchos otros que no controlaron el amor sensual durante su vida. Francesca de Rímini le cuenta a Dante cómo ella y su cuñado Paolo cometieron adulterio, y después murieron de manera violenta, en el nombre del Amor, en las manos de su esposo, Gianciotto Malatesta. Francesca le cuenta a Dante que su acto de adulterio fue inspirado por la historia de Lanzarote y Ginebra (un episodio esculpido por Auguste Rodin en El Beso). Sin embargo, ella cree que su esposo será castigado por fratricidio en Caína, en el Noveno Círculo (Canto V); a lo cual Dante parece triste, ya que para él el amor es una fuerza muy pura, y no entiende como puede ser algo tan maligno y trágico a la vez.

### Tercer círculo (Gula)
Recobrando el sentido, el poeta se halla en el tercer círculo, donde se castiga a los condenados por el pecado de la gula con la pena de ser batidos por una fortísima lluvia fría mezclada con grueso granizo, y ensordecido por los terribles ladridos de Cerbero, que además los desgarra con uñas y dientes. Entre esos infelices encuentra a Ciacco.

### Cuarto círculo (Avaricia y Prodigalidad)

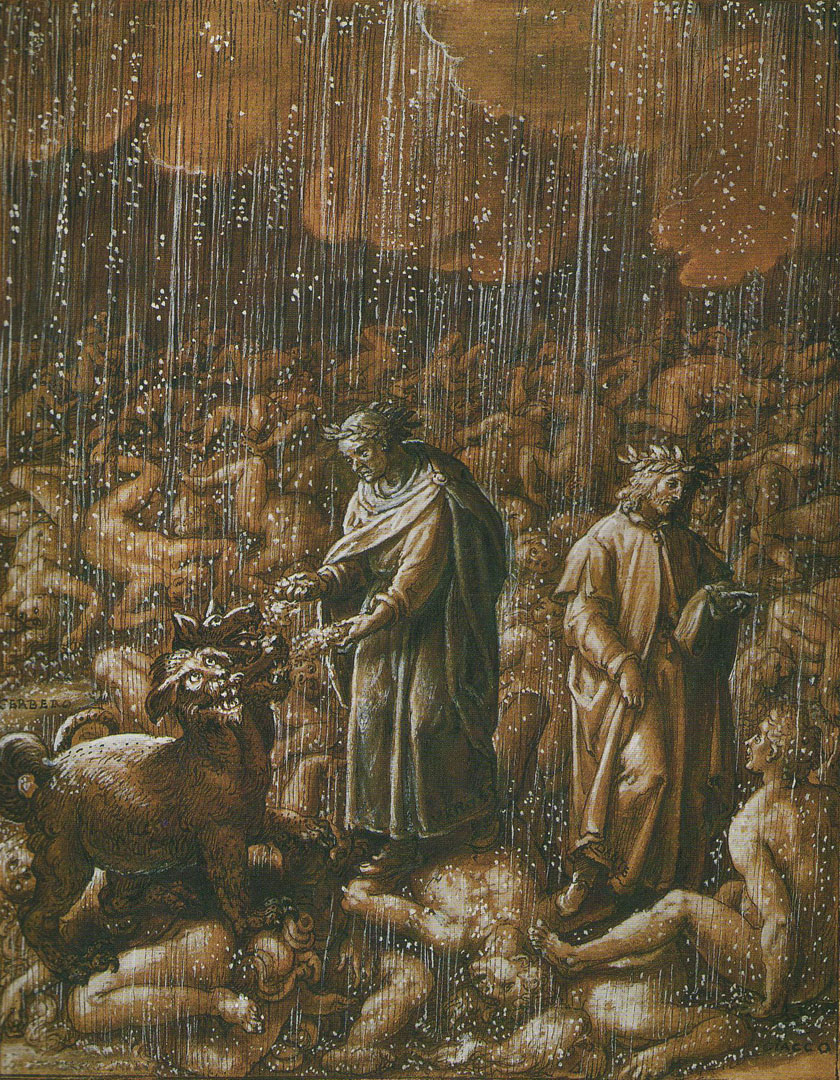
El tercer círculo, ilustrado por Stradanus.

Aquellos cuya actitud hacia los bienes materiales se desvió de la media inadecuada son castigados en el cuarto círculo. Aquí están condenados los avaros, que acumularon posesiones, y los pródigos, que las derrocharon. 
Ambos grupos empujan grandes pesos a lo largo del círculo, pero cada uno en dirección opuesta. Cuando se encuentran, chocando, se injurian. 
Unos reprochan: «¿Por qué acaparas?», los otros: «¿Por qué derrochas?».
A continuación cada grupo da la vuelta para recorrer el círculo en sentido contrario, hasta chocar de nuevo con el otro.
El contraste entre estos dos grupos, Virgilio conduce al discurso sobre la naturaleza de la fortuna, que resucita a las naciones a la grandeza, y luego los sume en la pobreza, como ella cambia «esos productos vacíos de nación a nación, clan a clan», expresión que llena lo que de otro modo sería una brecha en el poema, ya que ambos grupos están tan absortos en su actividad que Virgilio le dice a Dante que sería inútil tratar de hablar con ellos; de hecho, han perdido su individualidad, y se convierten en «irreconocibles» (Canto VII).

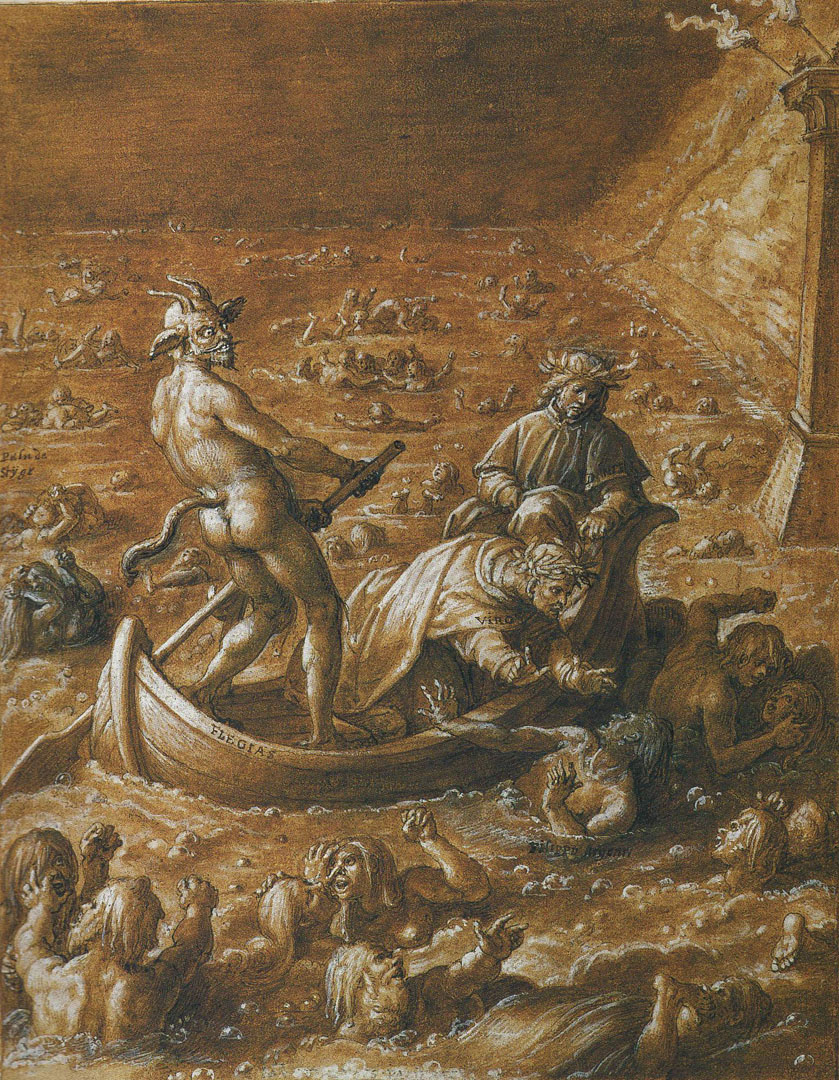
El quinto círculo, ilustrado por Stradano.

### Quinto círculo (Ira y pereza)
Las almas de los iracundos están encenagadas en la espantosa y pantanosa laguna Estigia. Rabiosas, se golpean entre ellas, y se despedazan a mordiscos mientras se ahogan en sus infectas aguas.
Bajo el agua y hundidos en el lodo, están las almas de los acidiosos. De mala gana, Flegias transporta en su barco a Dante y a Virgilio a través de la laguna Estigia. En el camino un condenado les habla, Filippo Argenti, güelfo negro de una prominente familia, que en vida atropellaba con su carroza jalada por caballos a todo aquel que se le cruzara en su camino. Ofendido tras ver la reacción de Dante al verlo, Filippo intenta sumergir a Dante dentro de las aguas del Estigia, pero Virgilio rápidamente lo empuja, devolviéndolo a las infectas aguas y golpeándose a sí mismo como rabieta ante su fracaso. 
Cuando Dante responde «con el llorar y con el luto quédate, espíritu maldito», Virgilio lo besa. Literalmente, esto muestra el hecho de que las almas en el Infierno están eternamente fijadas en el estado que eligieron pero, alegóricamente, refleja cómo Dante se "contagia" del pecado de la ira (Cantos VII y VIII).
Las partes más bajas del Infierno se encuentran dentro de los confines de la ciudad de Dite, que a su vez está rodeada por la laguna. Los castigados dentro de Dite son pecadores activos (no pasivos). Los muros de Dite están custodiados por ángeles caídos. Virgilio no logra convencerlos de que lo dejen pasar con Dante y las Erinias y Medusa amenazan a Dante. Un ángel mandado del Cielo los deja entrar, abriendo la puerta al ser tocada por una vara. Alegóricamente, esto revela el hecho de que el poema está empezando a tratar con pecados que ni la filosofía ni el humanismo pueden comprender del todo (Cantos VIII y IX).

### Sexto círculo (Herejía)
En el sexto círculo, los epicúreos, quienes negaron en vida la inmortalidad del alma, están condenados a yacer en flamígeros sepulcros destapados. Dante habla con un epicúreo florentino, Farinata degli Uberti, un gibelino (condenado póstumo por herejía en 1283); y Cavalcante dei Cavalcanti, un güelfo y padre de Guido Cavalcanti, amigo de Dante y poeta. Las afiliaciones políticas de estos dos hombres crean una discusión sobre la política florentina (Canto X).
En respuesta a una pregunta de Dante sobre la profecía que recibió, Farinata explica que el alma en el Infierno puede ver el futuro pero no el presente. En consecuencia, cuando «se aproximan o son», es todo en vano su intelecto.

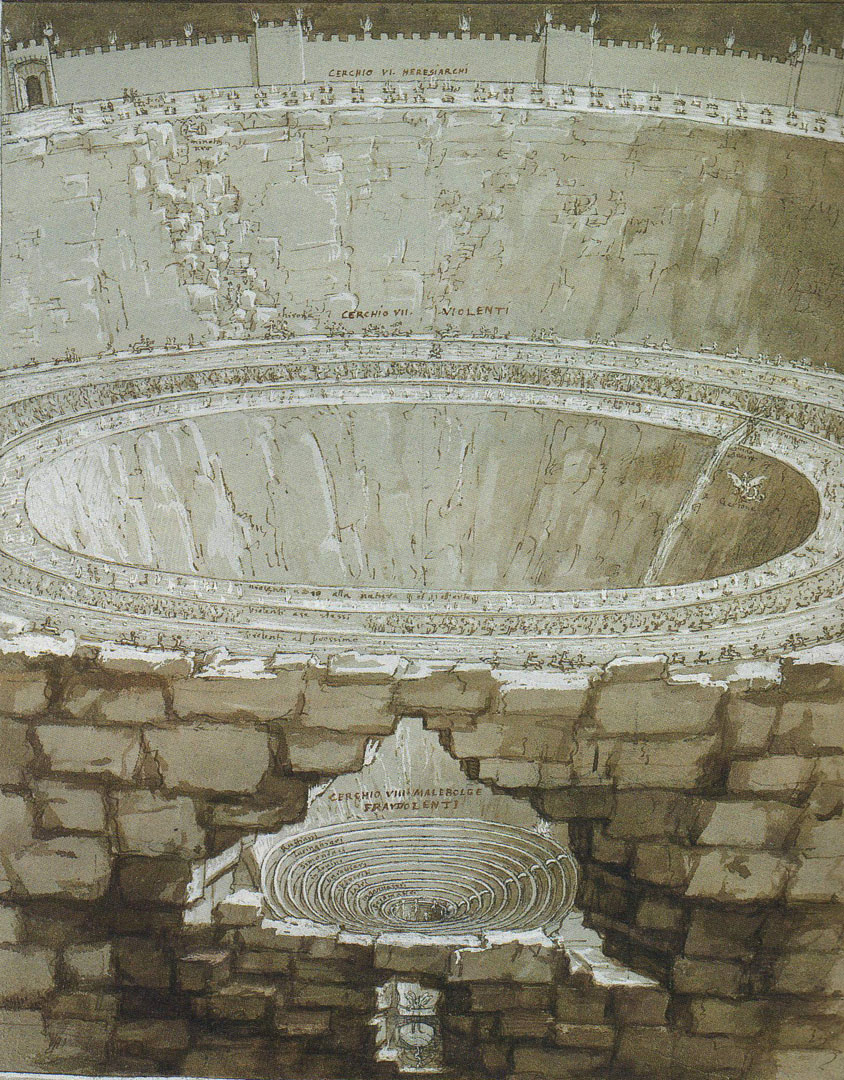
Bajo Infierno, dentro de los muros de Dite, ilustración de Stradano. En el séptimo círculo se encuentran los violentos. Su entrada es vigilada por el Minotauro, y se divide en tres anillos: Anillo exterior: Esta ronda alberga a los violentos contra la gente y la propiedad. Están inmersos en el Flegetonte, un río de sangre hirviente, hundidos según la gravedad del pecados: Alejandro Magno está inmerso hasta las cejas. Los centauros, liderados por Quirón, patrullan el lugar disparando flechas a quienes intentan escapar. El centauro Neso guía a los poetas a través del Flegetonte (Canto XII). Este pasaje estuvo quizás influenciado por la obra medieval Visio Karoli Grossi.

### Séptimo círculo (Violencia)
- Anillo exterior: Se castiga a quienes se dejaron llevar por la violencia contra el prójimo (los asesinos y tiranos), hundidos en el río de sangre hirviente llamado Flegetonte, vigilados por los centauros armados de arcos y flechas.

 (Canto XI)

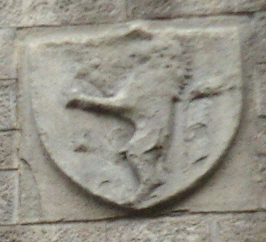
La familia Gianfigliazzi estaba identificada por un escudo de un león (azul sobre fondo amarillo).

- Anillo del medio: En este anillo están los suicidas (los violentos contra sí mismos) quienes, transformados en nudosos árboles, son picoteados y desgarrados por Harpías que anidan allí. Llegado el día del Juicio Final, esta clase de almas, en vez de revestirse con sus cuerpos al recobrarlos, los colgarán de sus ramas, pues sería injusto volver a tener lo que uno se ha quitado voluntariamente. Dante, al romper una rama y comenzar a sangrar, oye una voz, la de Pier della Vigna, quien se suicidó después de perder la confianza de Federico II (su presencia aquí, indica que Dante cree que la acusación hacia él es totalmente falsa[9]). Los árboles torcidos son metáfora del estado de la mente del suicida.[10] Los otros residentes del anillo son los derrochadores, quienes destruyeron sus vidas destruyendo lo que tenían de valor (por ejemplo, dinero y propiedades). Son perpetuamente perseguidos y mordidos por perros feroces (Canto XIII).

- Anillo interior: Aquí están los violentos contra Dios (blasfemadores) y los violentos contra la naturaleza (sodomitas y, como se explicó en el sexto círculo, los usureros), quienes están en un desierto ardiente de arena con una lluvia de llamas. Los blasfemadores están echados en la arena, los usureros sentados y los sodomitas deambulan en grupos. Dante conversa con dos florentinos sodomitas de diferentes grupos. Uno de ellos es el mentor de Dante, Brunetto Latini. Dante está muy sorprendido y tocado por el encuentro y muestra gran respeto por su "maestro" ("me enseñabais cómo se inmortaliza el hombre: / y cuanta gratitud de ello guardo, mientras viva, / es necesario que mi lengua lo discierna."[11]), esto refuta la idea de que Dante solo pone a sus enemigos en el Infierno.[12] Los otros sodomitas son Jacopo Rusticucci, político, que culpa a su esposa por su destino. Los castigados por usura incluyen a los florentinos Catello di Rosso Gianfigliazzi, Ciappo Ubriachi, y Giovanni di Buiamonte; a los paduanos Reginaldo degli Scrovegni y Vitaliano di Iacopo Vitaliani. Están identificados no por el nombre sino por el escudo estampado en las bolsas alrededor del cuello, monederos con los que «sus ojos parecían deleitarse»[13] (Cantos XIV a XVII).

### Octavo círculo (Fraude)
En los últimos círculos del Infierno se castigan los pecados relacionados con el fraude consciente o traición. A estos círculos solo se puede llegar descendiendo un gran acantilado, que Dante y Virgilio hacen en la espalda de Gerión, un monstruo alado tradicionalmente representado con tres cabezas o con tres cuerpos unidos, pero descrito por Dante con tres distintas naturalezas: humana, bestial y reptil. Gerión es la imagen del fraude, con la cara que parece de un hombre honesto, su cuerpo hermosamente coloreado, pero con una punta venenosa en la cola (Canto XVII).

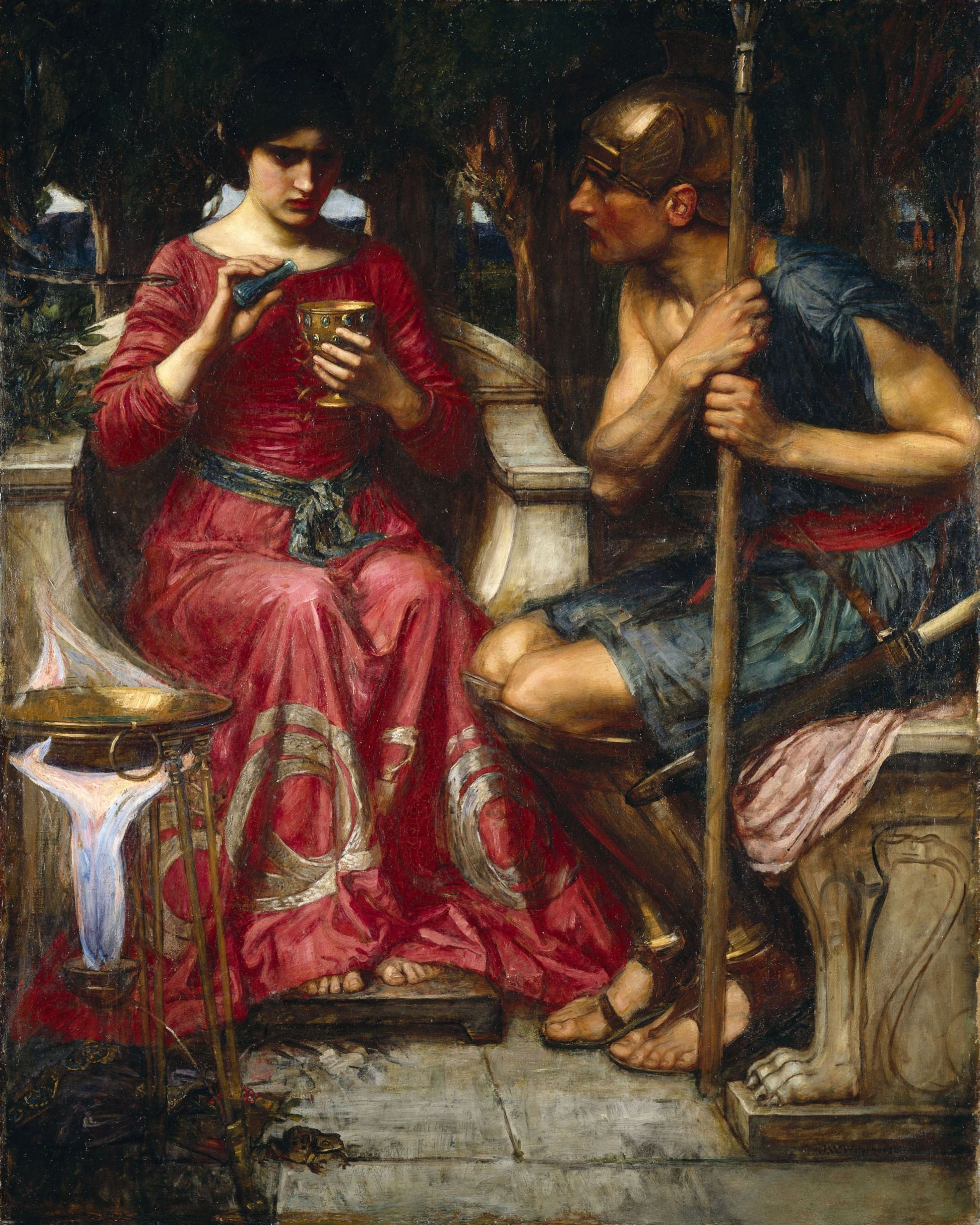
Jason y Medea, por John William Waterhouse (1907).

Los fraudulentos de forma deliberada, a sabiendas del mal que causan, están localizados en un lugar llamado Malebolge («Malas fosas»), dividido en diez Bolgias unidas por puentes:
- Primer recinto: Rufianes (proxenetas y seductores) marchan en líneas separadas en direcciones opuestas, golpeados por demonios (Dante hace aquí referencia al tráfico del Jubileo del año 1300 en Roma: manteniéndose a la derecha[16]). Dado que los rufianes y los seductores usaron la pasión de otros para llevarlos a donde querían, están ahora guiados por demonios a marchar por la eternidad.[16] En el grupo de los proxenetas, el poeta distingue a Venedico Caccianemico, quien, vencido por el dinero y la avaricia, vendió la honra de su propia hermana Ghisola al marqués Obizzo II de Este, señor de Ancona, Ferrara, Módena y Reggio Emilia. En el grupo de los seductores, Virgilio y Dante encuentran a Jasón, el capitán de los Argonautas, quien obtuvo la ayuda de Medea seduciéndola y casándose con ella, solo para después dejarla por Creúsa.[16] Jasón también sedujo a Hipsípila, pero "la abandonó, sola y embarazada"[17] (Canto XVIII).

- Segundo recinto: Aduladores, que son descritos con un lenguaje bajo y vulgar. Están inmersos en excrementos humanos, que representan las palabras que produjeron.[16] Dorothy L. Sayers, quien trabajó en la industria de la propaganda, comenta "Dante no vivió para ver el desarrollo de la propaganda política, la publicidad comercial y el periodismo sensacionalista, pero preparó un lugar especial para ellos"[16] (Canto XVIII).

- Tercer recinto: Dante aquí expresa[18] su condena a los que cometieron la simonía. Están puestos con la cabeza hacia abajo (como en la pila bautismal), con llamas que les queman los pies. Uno de los simoníacos, el papa Nicolás III, denuncia a dos de sus sucesores, Bonifacio VIII y Clemente V, por la misma ofensa. La similitud con la fuente bautismal le da a Dante la oportunidad para limpiar su nombre de la acusación de daño intencionado a la fuente en la iglesia de San Giovanni dei Fiorentini[19] (Canto XIX).

- Cuarto recinto: Brujos, astrólogos, y falsos profetas tienen la cabeza mirando hacia atrás.[20] Dado que quisieron ver hacia adelante sin mirar el presente, ahora están obligados a no poder ver hacia adelante, solo hacia atrás.[21] En esta Bolgia, Dante ve a Anfiarao, Tiresias, Miguel Escoto, y Guido Bonatti, entre otros (Canto XX).

- Quinto recinto: Políticos corruptos están inmersos en brea hirviente, que representa los dedos sucios y oscuros secretos de sus tratos corruptos.[22] Los truhanes son los análogos políticos de los simoniacos, y Dante les dedica varios cantos a ellos. Son custodiados por diablos llamados Malebranche (malasgarras), que proporcionan una salvaje y satírica comedia negra. El líder de los Malebranche, Malacoda, les asigna una tropa a Virgilio y Dante para llevarlos a la siguiente Bolgia. La promesa de un salvoconducto a los poetas resulta ser una mentira, ya que los demonios se están aprovechando de ellos (y no hay "próximo puente"[23]), y entonces los poetas se ven obligados a trepar hacia la sexta Bolgia. (Canto XXI a XXIII).

- Sexto recinto: En la sexta Bolgia, los poetas encuentran a los hipócritas, que llevan aparentes capas doradas que resultan ser de plomo, de manera que los hacen andar inclinados bajo su peso. Se simboliza su falsedad contrastando la apariencia dorada que los hipócritas muestran, con un interior innoble, agobiado por los malos pensamientos. Dante habla con Catalano y Loderingo, dos frailes gaudentes, una orden que había adquirido reputación por no vivir de acuerdo con sus votos,[23] y que fue con el tiempo suprimida por el papa Sixto V. Una subcategoría particular de hipócritas está representado por los miembros del Sanedrín, que llevaron a Cristo a la muerte «en beneficio de todo el pueblo», pero causando la ruina de los judíos: con evidente contrapaso están crucificados en tierra, en medio del camino, de modo que los hipócritas que caminan por el círculo los pisan a su paso.

- Séptimo recinto: Dos cantos están dedicados a los ladrones, quienes están custodiados por el centauro Caco, que escupe fuego (en la mitología romana, Caco no era un centauro, sino un monstruo que tiraba fuego asesinado por Heracles). Los ladrones son perseguidos y mordidos por serpientes. El horror de la pena de los ladrones se revela poco a poco: al igual que robaron la sustancia de otras personas en vida, aquí ellos son objeto del robo de su propia identidad,[24] y al ser mordidos por una serpiente sufren una transformación. Vanni Fucci es convertido en cenizas y revivido, Agnello se mezcla con el reptil de seis patas que es Cianfia, y los cambios de Buoso forman las cuatro patas de Francesco: «El alma que se había hecho fiera / silbando huye por el valle, / y el otro tras de él hablando escupe».[25] (Cantos XXIV y XXV).

- Octavo recinto: En la octava Bolgia, se castiga a los consejeros fraudulentos, que andan revestidos en una llama que los abrasa. Ulises y Diomedes están aquí condenados por el engaño del caballo de Troya. Ulises también cuenta la historia de su final y último viaje (una invención de Dante), donde él dejó su hogar y familia para llegar al fin de la Tierra, siendo que se hundió junto a sus hombres al llegar al monte del Purgatorio. Poco después, el conde Guido da Montefeltro cuenta su consejo al papa Bonifacio VIII para capturar el fuerte de Palestrina, ofreciéndole a la familia Colonna que se encontraba adentro un falso armisticio, y arrasando el suelo cuando se rindieron. Guido se transformó en franciscano en 1296, y murió dos años después. Guido describe cómo vino San Francisco a llevar su alma al Cielo, pero un demonio pidió antes su alma. A pesar de que Bonifacio lo absolvió de sus pecados, Dante remarca la invalidez de esto, dado que la absolución requiere el arrepentimiento y un hombre no puede ser perdonado por un pecado, al mismo tiempo que desea cometerlo[26] (Cantos XXVI y XXVII).

- Noveno recinto: En la novena Bolgia, demonios armados con espadas en manos dividen a quienes en vida dividieron a las personas.[27] Al curarse sus heridas, los demonios vuelven a lastimarlos. Dante encuentra a Mahoma, quien le dice que se cuide del cismático y hereje Fraile Dolcino. Dante describe a Mahoma como un cismático,[27][28] que vio al Islam como una rama del Cristianismo, y de un modo similar Dante parece condenar a Ali por la división entre Sunitas y Chiitas. En este Bolgia, Dante encuentra también a Bertran de Born, quien lleva su cabeza en la mano, como castigo por (Dante cree) fomentar la rebelión de Enrique el Joven contra su padre Enrique II (Cantos XXVIII y XXIX).

- Décimo recinto: En la última Bolgia, están varios tipos de falsificadores (alquimistas, falsificadores, perjurios, e imitadores), quienes están enfermos.[29] La esposa de Putifar es mencionada aquí por su falsa acusación de José, al igual que Sinón, el espía griego que engañó a los troyanos a dejar entrar el caballo de Troya a la ciudad. En las notas de su traducción, Dorothy L. Sayers remarca que el descenso a través de las Malebolge "inicia con la venta de la relación sexual, y llega a la venta de la Iglesia y del Estado; ahora, el dinero está corrompido, cada afirmación es perjurio, y cada identidad una mentira;"[29] es decir cada aspecto de la interacción social se fue progresivamente destruyendo (Cantos XXIX y XXX).

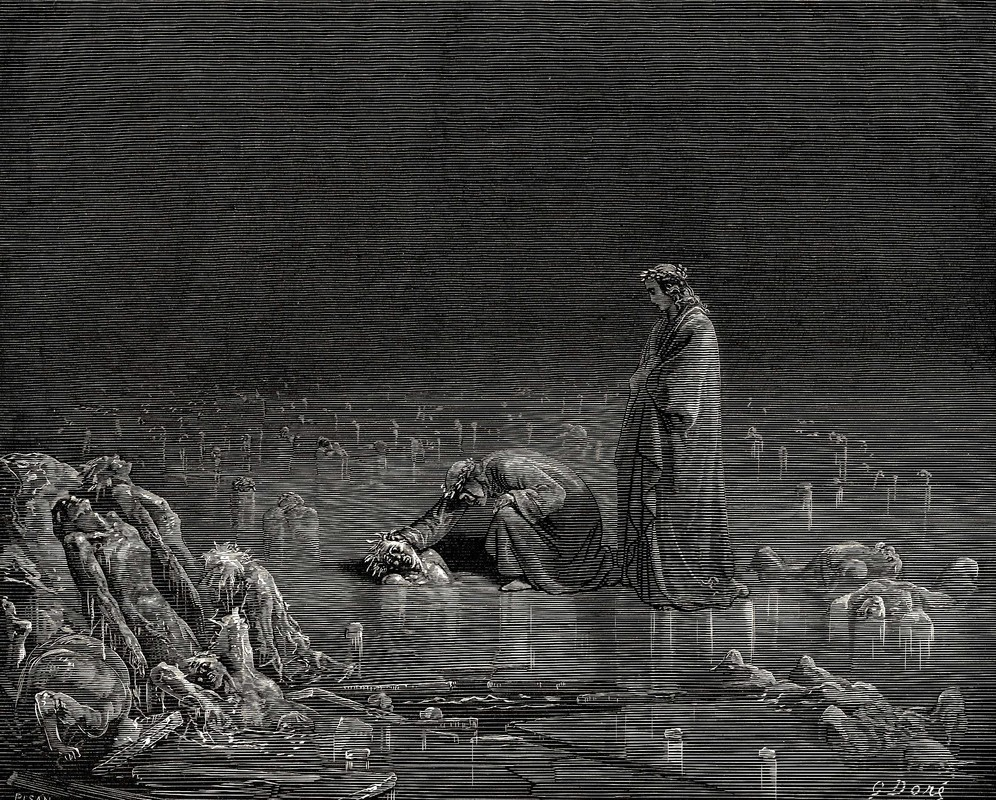
Dante habla con los traidores en el hielo, Canto XXXII.

### Noveno círculo (Traición)
El noveno círculo está rodeado de gigantes clásicos y bíblicos, quienes quizás simbolizan el orgullo y otros defectos espirituales que se esconden detrás de los actos de traición. Los gigantes están echados en el suelo y por eso se pueden ver desde más arriba. Entre ellos está Nemrod y Efialtes, quien con su hermano Otus trató de derrotar al Olimpo. El gigante Anteo está en el pozo que forma el noveno círculo (Canto XXXI).
Los traidores se diferencian de los "simples" fraudulentos por el hecho de que sus acciones envuelven el engañar a alguien con quien se tiene una relación especial. Hay cuatro zonas concéntricas (o "rondas") de traidores, correspondientes, en orden de seriedad, a las traiciones hacia algún familiar, hacia alguien con lazos de comunidad, hacia los huéspedes, y hacia el señor feudal. En contraste con la imagen popular del Infierno como ardiente, los traidores están congelados en un lago de hielo conocido como Cocito, en donde cada grupo está encajado a profundidades cada vez mayores, siendo este noveno círculo del infierno más similar al Helheim (infierno nórdico).
- Ronda 1 es llamada Caina, el nombre proviene de Caín, quien mató a su hermano Abel. Los traidores a sus propios familiares están inmersos en hielo hasta la cara: «hasta donde el rubor avanza, / estaban las sombras dolientes en la escarcha».[31] Mordred, quien atacó al rey Arturo, es uno de los traidores que se encuentra aquí: «ni la de aquel a quien fue roto el pecho y la sombra / con él, de un golpe de la mano de Arturo»[32] (Canto XXXII).

- Ronda 2 se llama Antenora, en honor a Antenor de Troya, quien según la tradición medieval traicionó a su ciudad en favor de los griegos durante la guerra. Traidores a las entidades políticas, tales como partido, ciudad, o país, están aquí. El Conde Ugolino deja de morder la cabeza de su rival, el arzobispo Ruggieri para describir cómo Ruggieri lo encerró en una torre con sus hijos, condenándolos a morir de hambre. Una serie de correspondencias, como alusiones al mismo pasaje del Eneida, unen este pasaje a la historia de Paolo y Francesca del segundo círculo,[33] indicando que el hielo del infierno de la traición es el resultado final del consentimiento del pecado[33] (Cantos XXXII y XXXIII).

- Ronda 3 es llamada Ptolomea, probablemente en honor a Ptolomeo, hijo de Abobi, quien invitó a Simón Macabeo y a su hijo a un banquete y después los mató, o también en honor al faraón Ptolomeo XIII quién traicionó al cónsul Pompeyo.[33] Los traidores a sus huéspedes están castigados aquí, echados supinos en el hielo, que les cubre todo salvo la cara. Están castigados más severamente que los anteriores traidores, porque la relación con las personas traicionadas es por pura voluntad.[34] Fra Alberigo, que había armado a soldados para que mataran a su hermano en un banquete, explica que a veces el alma llega aquí antes que Atropos corte el hilo de la vida. Sus cuerpos en la tierra son inmediatamente poseídos por un demonio, y entonces lo que parecía ser un hombre que caminaba pasa a ser un hombre incapaz de arrepentirse (Canto XXXIII).

- Ronda 4 se llama Judeca, en honor a Judas Iscariote, el traidor a Cristo. Aquí están los traidores a sus benefactores. Todos los castigados aquí están completamente inmersos en el hielo, distorsionados en todas las posiciones imaginables. Dado que aquí no hablan con nadie, Dante y Virgilio se mueven rápido hacia el centro del Infierno (Canto XXXIV).

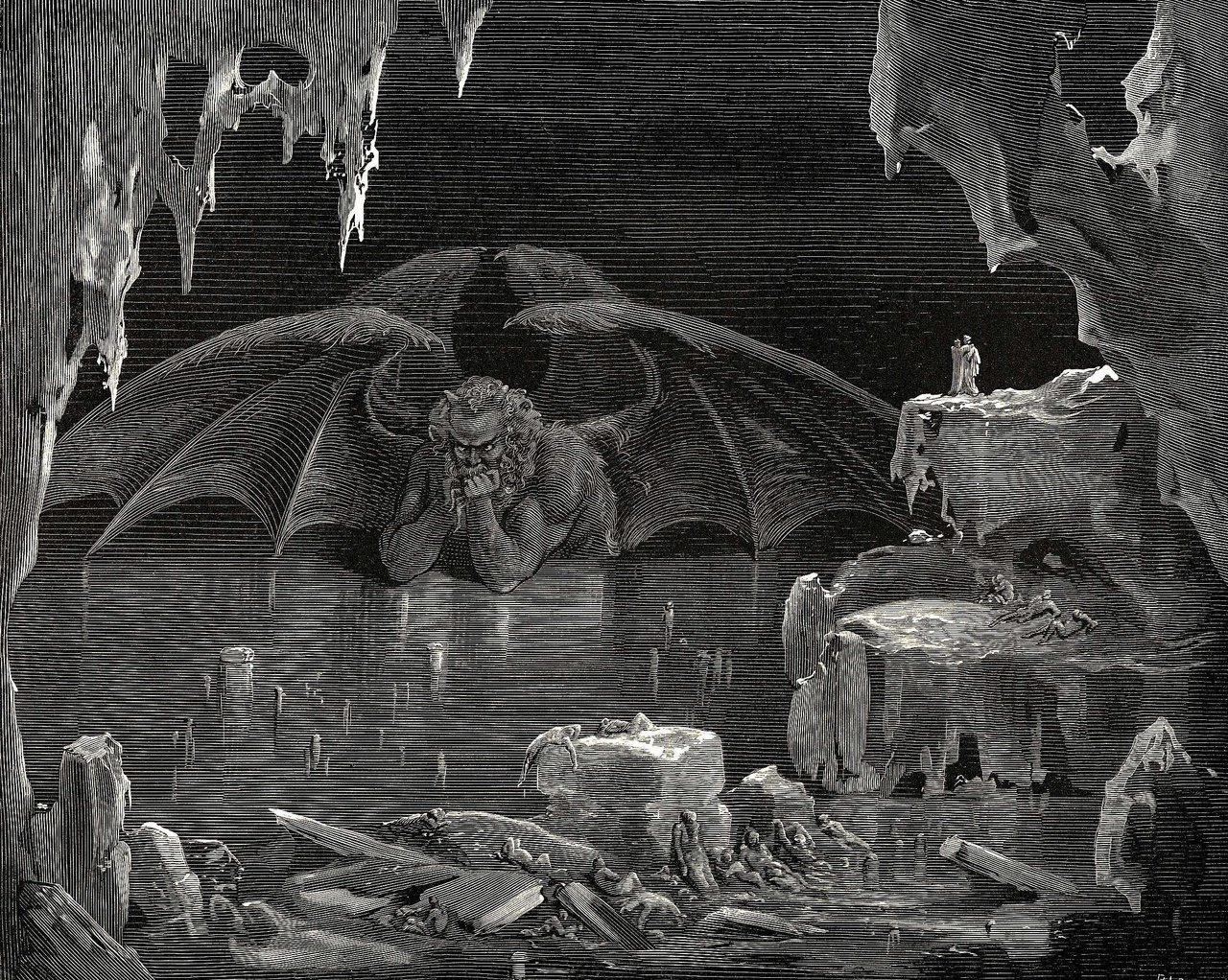
Lucifer está atrapado en la zona central de hielo del Noveno Círculo, Canto XXXIV.

En el centro del Infierno, condenado por cometer el último pecado (la traición hacia Dios), está Lucifer. Lucifer es descrito como un gigante, espantosa bestia con tres caras, una roja, una negra y otra de color amarillo pálido:

Una delante y era bermeja,

las otras eran dos, que a aquella se unían

de cada hombro en el medio,

y se juntaban en el lugar de la cresta:

y la derecha parecía entre amarilla y blanca,

la izquierda a la vista era tal cuales son

los que vienen de donde el Nilo se encauza.

Lucifer está inmerso en el hielo hasta la cintura, llorando y babeando. Aletea como si intentase escapar, produciendo un viento que hiela todo el Cocito. Cada boca tiene un famoso traidor, con Bruto y Casio en las bocas de la izquierda y derecha, respectivamente. Estos dos hombres estuvieron involucrados en el asesinato de Julio César, un acto que para Dante significa la destrucción de la unificación de Italia ya que mataron al hombre que debía gobernar al mundo. En el centro está Judas. A él se le aplica la peor de las torturas, su cabeza es roída por la boca de Lucifer. Lo que se ve aquí es una perversión de la trinidad: Lucifer es impotente, ignorante, y está lleno de odio, en contraste con la omnipotencia, omnisciencia y amor de Dios.
Los dos poetas salen del Infierno escalando sobre Lucifer, pasando a través del centro de la tierra (con un cambio del sentido de la gravedad), y emergen en el otro hemisferio (descrito en el Purgatorio) justo antes del amanecer en Pascua, bajo un cielo lleno de estrellas (Canto XXXIV).